# Mali Nîzhirți, Rujîn
Mali Nîzhirți (în ucraineană Малі Низгірці) este o comună în raionul Rujîn, regiunea Jîtomîr, Ucraina, formată numai din satul de reședință.

## Demografie
Componența lingvistică a comunei Mali Nîzhirți
     Ucraineană (99,55%)
     Alte limbi (0,46%)
Conform recensământului din 2001, majoritatea populației comunei Mali Nîzhirți era vorbitoare de ucraineană (99,55%), existând în minoritate și vorbitori de alte limbi.